# Dos horas antes del alba
Dos horas antes del alba es el primer y único libro de poesía escrito por el cantante tango uruguayo Julio Sosa. Fue publicado por la editorial Logos en el año 1960. El libro contiene veinticuatro poemas originales, en su mayoría escritos en prosa. 

## Detalles
En el prólogo Sosa dejaba en claro que no era poeta, con todo, decidió publicar el material con letras de su propia autoría como catarsis. En el libro se aprecia las siguientes palabras de su autor: 

«Amigo lector:

Poder escribir ha sido siempre una válvula que alivió la tensión de volcánicos estados anímicos o mortales depresiones morales.
Cuando mi alma a punto de asfixiarse o mi corazón a punto de estallar bajo el mandato de la alegría o el lapidario peso del dolor (más por éste que por aquellos), necesitó de la sangría que la aliviara, mi pluma obró el milagro de devolverme la paz, me enseñó a enfrentar la vida con más valor y a mirar a mis semejantes con ojos más buenos.
DOS HORAS ANTES DEL ALBA no na nacido para desafiar la crítica, constructiva o no... No pretende reunir en sus páginas modesto o desmesurado valor literario, pues tampoco puedo afirmar si está bien o mal escrito; pero puedo jurar, en cambio, que es un libro sincero.
DOS HORAS ANTES DEL ALBA es sólo un puñado de gritos rebeldes o resignados que saltaron de mi garganta a mis manos, para quedar en las tuyas y en favor de tu buena voluntad...

Acéptalo, pues, con la natural amistad con que te lo ofrezco, y si sus páginas logran el milagro de cautivar tu atención, mi libro y yo nos sentiremos generosamente recompensados.»
Julio Sosa

## Lista de poemas
1. A tí
2. No me pidas amor
3. La búsqueda
4. Desde mi sillón
5. Treinta y dos escalones
6. El error
7. Espejismos
8. Ríete, si quieres
9. Las seis
10. Reflexión
11. Tormenta
12. Cansancio
13. Mi viejo nabio
14. Saldo
15. El último tren
16. Amistad negra
17. Añoranza
18. Arrepentimiento
19. Renunciamiento
20. Naipes rojos
21. Agonía
22. Tres amores
23. Soledad
24. Himno a la Virgen mía